# Jagoš Vuković
Jagoš Vuković (serbisch-kyrillisch Јагош Вуковић, * 10. Juni 1988 in Bačko Dobro Polje, SFR Jugoslawien) ist ein serbischer Fußballspieler, der bei der Olympiakos Piräus unter Vertrag steht.

## Karriere
Der Abwehrspieler begann seine Profikarriere in seiner Heimat beim FK Roter Stern Belgrad. Dort konnte sich er nicht durchsetzen und wechselte daraufhin zum FK Rad. Nachdem er sich beim Verein als Stammspieler etablieren konnte, gelang ihm mit der Mannschaft der Aufstieg in die SuperLiga, der höchsten serbischen Spielklasse. Er geriet ins Blickfeld des niederländischen Vereins PSV Eindhoven, der ihn im August 2009 zunächst für ein Jahr auf Leihbasis unter Vertrag nahm.
Sein erstes Ligaspiel in der Eredivisie bestritt er am 22. November 2009 im Heimspiel gegen Heracles Almelo. Dabei lief er in der 77. Minute als Einwechselspieler für den Verteidiger Erik Pieters aufs Spielfeld und markierte mit seinem Treffer zum 4:0-Endstand zehn Minuten später den Schlusspunkt in jener Partie. Obwohl Vuković bis zum Ende der Saison 2009/10 nur wenige Pflichtspiele für den PSV absolvierte, erhielt er im April 2010 einen neuen Vertrag bis 2013. Zur Saison 2011/12 lieh ihn der Ligakonkurrent Roda Kerkrade von PSV aus. Nach der Rückkehr zu Eindhoven zählt er zum Kader der zweiten Mannschaft.
Im Januar 2014 wechselte Vuković zum türkischen Erstligisten Torku Konyaspor. Mit diesem Verein beendete er die Erstligasaison 2015/16 als Tabellendritter und gehörte damit der Mannschaft an, die die bis dato beste Erstligaplatzierung der Vereinsgeschichte erreichte. Eine Saison später gehörte er auch dem Kader an der zum ersten Mal den Türkischer Pokalsieger in der Vereinsgeschichte holen konnte und damit den bis dato größten Erfolg der Vereinsgeschichte erreichte.
Zur Saison 2017/18 wurde er vom griechischen Verein Olympiakos Piräus. Im Januar 2018 wurde Vuković an Hellas Verona verliehen.

### Nationalmannschaft
Vuković wurde am 12. Mai 2010 von Trainer Radomir Antić in den erweiterten Kader der serbischen Fußballnationalmannschaft für die Teilnahme an der Weltmeisterschaft 2010 in Südafrika berufen.

## Erfolge
Mit Konyaspor
- Tabellendritter der Süper Lig: 2015/16
- Türkischer Pokalsieger: 2016/17